# Насрутдинов, Ильмутдин Насрутдинович
Ильмутдин Насрутдинович Насрутдинов (1910—1997) — советский хозяйственный, государственный и политический деятель, Герой Социалистического Труда.
По национальности кумык.

## Биография
Родился в 1910 году в селении Какашура. Член КПСС.
С 1920 года — на хозяйственной, общественной и политической работе. В 1920—1991 гг. — подпасок, помощник в рыболовных артелях, колхозник, председателем колхоза «Коминтерн», участник Великой Отечественной войны, секретарь партийной организации колхоза, председатель сельсовета, председатель колхоза имени XXII партсъезда Ленинского района Дагестанской АССР.
Указом Президиума Верховного Совета СССР от 8 апреля 1971 года присвоено звание Героя Социалистического Труда с вручением ордена Ленина и золотой медали «Серп и Молот».
Избирался депутатом Верховного Совета СССР 7-го созыва. Делегат XXIV съезда КПСС.
Умер в Какашуре в 1997 году.